# ALAN J
ALAN J（アラン・ジェイ、1963年1月18日 - ）は、アメリカ人のラジオパーソナリティ、ナレーター。
実兄はタレント・ナレーターのクリス・ペプラー。タレントの君嶋ゆかりは義姉にあたる。身長183cm。

## 来歴
東京都出身。ドイツ系アメリカ人の父と日本人の母との間に生まれる。母方の祖母は土岐氏の出身で、土岐頼勝（明智光秀の落胤説がある）の子孫であると、テレビ番組の企画にて判明した。国籍はアメリカ合衆国。17歳の時にカリフォルニア州サンディエゴに渡り、カリフォルニア州立大学で学び、帰国。
音楽は趣味でありかつライフスタイルと公言するほど、洋楽および邦楽に造詣が深く、1989年10月に開局した、Bayfmの洋楽カウントダウン番組を担当し、以降リニューアルや担当曜日の変更はあるが、ヘヴィー・ローテーション番組やナレーションを含めて担当している。

## 過去出演番組

### ラジオ
- COUNTDOWN RADIO(BAYFM)
- ブランニュー・ホットライン(BAYFM)
- BAYFM POWER PLAY(BAYFM)
- インターバル・シグナルアナウンス(BAYFM)
- SUNDAY MUSIC STADIUM(BAYFM)
- SUPER BEAT STADIUM(BAYFM)
- FREE JAM 78(BAYFM)
- POWER COUNTDOWN HOT 30(BAYFM)
- OVERSEAS MASTER（ZIP-FM）- 2009年5月6日
- OLERA（番組サウンドステッカー）
- テリー伊藤のフライデースクープ そこまで言うか![2]（ニッポン放送）
- ザ・ボイス そこまで言うか![2]（ニッポン放送）
- 辛坊治郎ズーム そこまで言うか![2]（ニッポン放送）

### テレビ
- RAYSTYLE（テレビ神奈川）
- M-1グランプリ（朝日放送）2004～2008
- SMAP×SMAP（関西テレビ・フジテレビ） ルーレットボウリングコーナーナレーション（2005～2006）
- プロ野球中継オープニング実況（TBSテレビ） (1996/4)

### CM
- KIRIN午後の紅茶
- ロレアル（2009/9～）
- コーセーエスプリーク（2006/12～）
- MUSIC.JP（2006～2007）
- ミニストップ（2006）
- 日清カップヌードル「消える国境（NO BORDER）篇」（2004/4）
- フォルクスワーゲンPOLO(2005/9～) MEA 携帯（2005）
- JAL C.I VOICE（2002/4〜2003/3）
- KONAMI C.I VOICE（2002/10〜2004/9）
- ミノルタ（2003/4）
- みずほ銀行（2003/10）
- ディズニーチャンネルR-CM（2003）
- NEC（2001/10〜2011/3）
- 日本テレコムODN（2001/6）
- 東洋タイヤ(2000)
- 三井住友海上火災保険（2001）
- アサヒスーパードライR-CM（1999）
- TOWER RECORDS（1996）
- JR 東日本（2000）
- SKY PerfecTV!（2001～）
- 資生堂 ピエヌ（2000/12）
- 三菱ふそう「キャンター」（2002～2003）
- 花王オーブ（1999）
- 花王ソフィーナプリエスタ（1998）
- スバル インプレッサ（1998/1999）
- HONDA プレリュード（1997）
- HONDA インテグラSJ（1996）
- JR 東日本 (2001/3～)
- SEGAVIRTUALDIGITAL 安室、サンスターアクアフレッシュ（1996）
- SWATCH(1996)
- ピザーラ（1996）
- 花王ビオレ（1994〜1995）
- ネスカフェ カプチーノ（1993〜1995）
- TOYOTA CELICA GT-4(1993/10～)
- ヤナセ カマロ（1991)
- NFL アメリカンフットボール(1990〜1992)
- NBA 試合告知（1996）

### ナレーション
- Jリーグ スポーツ用タイトルコール（TBSテレビ）
- Japan in the First Person ～My Life, My Nation～ Ｗｉｔｈ
- KEN OKUYAMA ナレーション(NHK WORLD)
- EXILE LIVE オープニング
- ミニストップ店内番組（2000～）放送中
- TOWER RECORDS イメージボイス（1994～）放送中
- KAT-TUN DVD ナレーション（2005）
- SkyperfecTV イメージボイス（1998～2006）
- ユニバーサルスタジオジャパンVP（01）
- タモリの音楽は世界だ（テレビ東京）
- 輝け噂のテンベストショー（’96）
- ルナシー日本テレビ特番’96
- TBS プロ野球中継オープニング実況’96
- 三菱電機VP、NTT&AT VP
- AVEX TRAX ダンスミックスCD DJ VOICE（1991）
- JT スーパーサウンド

### ゲーム
- CRAZY TAXI2
- プロ野球チームも作ろう
- ウンナンの炎チャレ・ウッチャンナンチャンの電撃イライラ棒アーケード用
- スケートボード
- Ferrari F-355アーケード用
- 湾岸デッドヒート
- ミスターボーンズ
- ZERO DIVIDE

### ジングル
- ゴッドアフタヌーン アッコのいいかげんに1000回